# Mathieu Bragard
Mathieu Bragard (Verviers, 10 de março de 1895 - 19 de junho de 1952) foi um futebolista belga que competiu nos Jogos Olímpicos de Verão de 1920. Ele ganhou a medalha de ouro como membro da Seleção Belga de Futebol.